# New Orleans Open 1980
Il New Orleans Open 1980 è stato un torneo di tennis giocato sul sintetico indoor. È stata la 3ª edizione del New Orleans Open, che fa parte del Volvo Grand Prix 1980. Si è giocato a New Orleans negli Stati Uniti, dal 31 marzo al 6 aprile 1980.

## Campioni

### Singolare
Wojciech Fibak ha battuto in finale  Eliot Teltscher con il punteggio di 6–4, 7–5

### Doppio
Terry Moor /  Eliot Teltscher hanno battuto in finale  Raymond Moore /  Robert Trogolo con il punteggio di 6–3, 1–6, 6–3